# شعار دوري أبطال إفريقيا

الشعار الحالي لدوري أبطال أفريقيا.

دوري أبطال أفريقيا هي بطولة تُلعب سنوياً بين الأندية الأفريقية، وبدأت عام 1964 باسم كأس أفريقيا للأندية البطلة أو كما هو معروف باسم كأس أفريقيا للأندية أبطال الدوري لأنه لم يكن يلعب سوا أبطال دوريات أفريقيا، ثم من عام 1997 أصبحت باسم دوري أبطال أفريقيا وأصبح الذين يلعبون أبطال الدوريات ومعم أصحاب المركز الثاني في دورياتهم. وعلى مدار البطولة ظهر أربعة شعارات، وخمس كؤوس.

## الشعارات

### أول شعار من 1974 – 2004

الشعار الأول

أول شعار بدأ من عام 1974 بدون أي راعي وأستمر حتى عام 2004، والشعار كان عبارة عن دائرة في وسطها رسم لقارة أفريقيا ولاعب يسدد الكرة وإطار الدائرة عبارة عن كلمة (بالإنجليزية: CAF Champions league)‏ ولونه زيتي.

### ثاني شعار من 2005 – 2008

الشعار الثاني

ثاني شعار من عام 2005 حتى عام 2008 وتقريبا نفس الشعار الأول ولكن أصبح برعاية MTN .

### ثالث شعار من 2009 – 2017

الشعار الثالث

ثالث شعار من عام 2009 حتى عام 2017 أصبح برعاية أورنج، ولكن تغير شكل الشعار وأصبح يشبه التابوت وسطه من فوق شعار كورة وسطها كأس دوري أبطال أفريقيا باللون الأسود ومن تحت كلمة CAF CHAMPIONS LEAGUE .

### رابع شعار من 2018 – الآن

الشعار الرابع

رابع شعار من عام 2017 حتى الآن وتقريبا نفس الشعار ولكن أصبح برعاية توتال.